# Conselho dos Negócios Estrangeiros

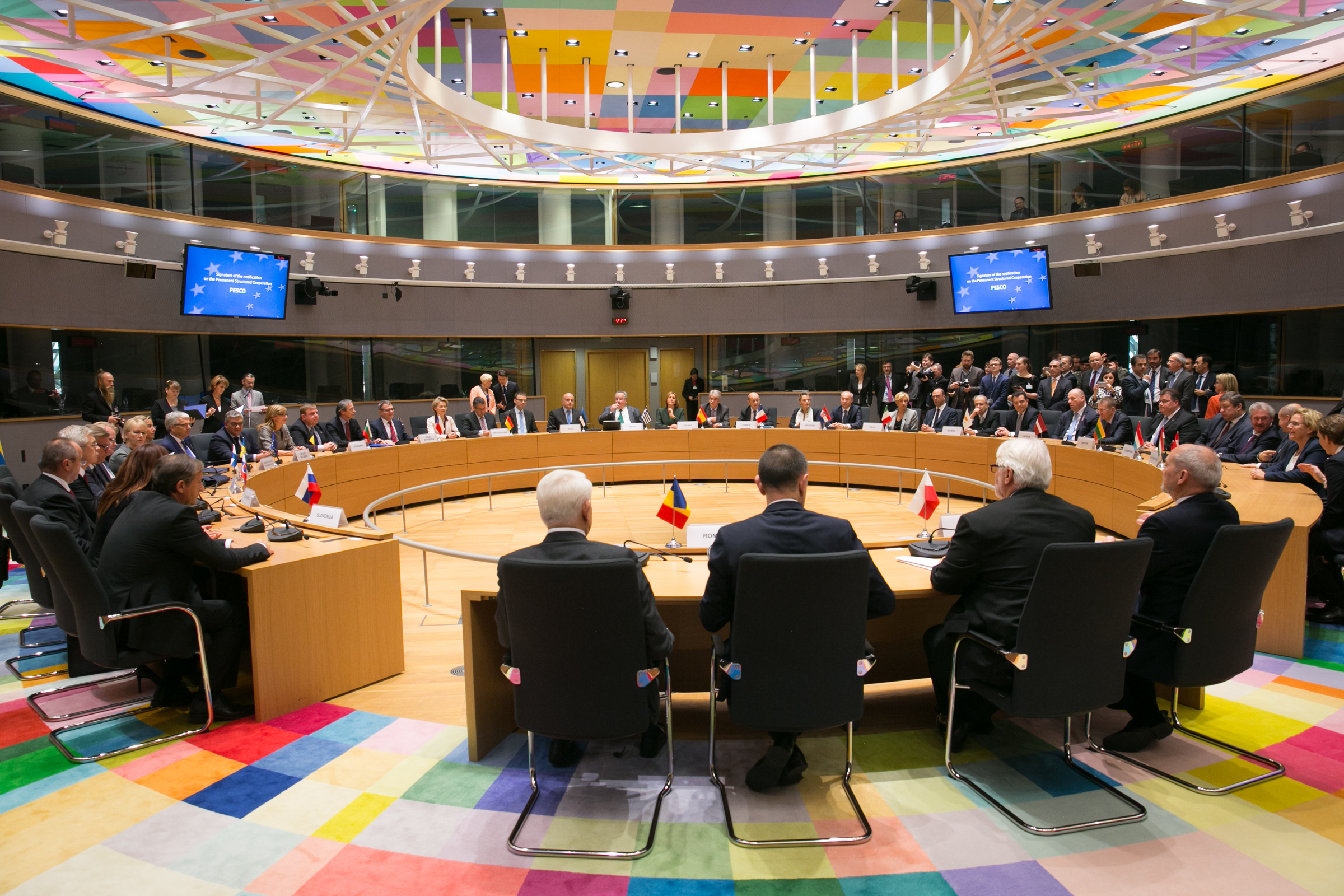
Uma reunião da FAC durante a assinatura da notificação conjunta sobre a Cooperação Estruturada Permanente (PESCO) em 2017, com a participação dos ministros das Relações Exteriores e da Defesa.

O Conselho dos Negócios Estrangeiros (FAC) é uma configuração do Conselho da União Europeia que se reúne uma vez por mês. As reuniões reúnem os ministros das Relações Exteriores dos Estados membros. Os ministros responsáveis pelos assuntos europeus, defesa, desenvolvimento ou comércio também participam dependendo dos itens da agenda. A configuração é única, na medida em que é presidida pelo Alto Representante da União para os Negócios Estrangeiros e a Política de Segurança (AR/VP), e não pelo Estado-Membro que detém a presidência do Conselho da União Europeia. Há uma exceção, quando o FAC se reúne na configuração de ministros responsáveis pelo comércio (FAC/Comércio), sendo o ministro do Estado-Membro que preside a reunião.
Nas suas sessões, o FAC trata de toda a ação externa da UE, incluindo a Política Externa e de Segurança Comum (PESC), a Política Comum de Segurança e Defesa (PCSD), o comércio externo e a cooperação para o desenvolvimento. Uma prioridade nos últimos anos para o FAC, em cooperação com a Comissão Europeia, tem sido garantir a coerência na ação externa da UE em toda a gama de instrumentos à disposição da UE.

## Composição
O Conselho dos Negócios Estrangeiros reúne diferentes representantes a nível ministerial, dependendo da agenda de uma determinada reunião do Conselho. Normalmente participam os ministros das Relações Exteriores de cada país, ou seus representantes, como representantes permanentes, secretários de estado etc. Em outros casos, participam ministros da defesa, ministros do comércio ou ministros do desenvolvimento.

### Configuração
| Configuração          | Área                                  | Membros                            | Presidente do Conselho                                                              | Atual presidente em exercício                                                           |
| --------------------- | ------------------------------------- | ---------------------------------- | ----------------------------------------------------------------------------------- | --------------------------------------------------------------------------------------- |
| FAC                   | Política Externa e de Segurança Comum | Ministro dos Negócios Estrangeiros | Alto Representante da União para os Negócios Estrangeiros e a Política de Segurança | Josep Borrell (EEAS)                                                                    |
| FAC (Defensa)         | Política Comum de Segurança e Defesa  | Ministros da Defesa                | Alto Representante da União para os Negócios Estrangeiros e a Política de Segurança | Josep Borrell (EEAS)                                                                    |
| FAC (Desenvolvimento) | Cooperação para o desenvolvimento     | Ministros do Desenvolvimento       | Alto Representante da União para os Negócios Estrangeiros e a Política de Segurança | Josep Borrell (EEAS)                                                                    |
| FAC (Comércio)        | Política Comercial Comum              | Ministros do comércio              | Ministro responsável do Estado-Membro Presidente                                    | Franck Riester, Ministro Delegado para o Comércio Externo e Atratividade Económica (FR) |

## História
O FAC foi criado em 2009 pelo Tratado de Lisboa, separando-o do "Conselho Assuntos Gerais e Relações Externas". Os Conselhos Geral e Estrangeiro são os únicos dois Conselhos mencionados nos Tratados da UE.